# Alejandro Chumacero
Alejandro Saúl Chumacero Bracamonte (La Paz, 1991. április 22. –) bolíviai labdarúgó, a The Strongest középpályása.